# جكة
جكة  قرية سوريّة تتبع إداريّاً لمحافظة حلب منطقة أعزاز ناحية أخترين، بلغ تعداد سكانها 755 نسمة حسب التعداد السكاني لعام 2004.